# Jagerbomber
Jagerbombere ((tysk): Jäger = jæger og (græsk): bómbos = drøn) er hybrider mellem de hurtige jagerfly og de tungt bevæbnede bombefly. Jagerbombere anvendes til præcisionsangreb på landstyrker, godstog, skibe, parkerede fly og militære installationer. Jagerbombere anvender maskingeværer og automatkanoner, fritfaldsbomber, ustyrede raketter, luft til jord-missiler, napalm og specielle beholdere til spredning af småbomber. 
Mange jagerbombere i historien var lettere forældede jagerfly, der fandt anvendelse mod jordmål (f.eks. Hawker Hurricane). Med computeriseringen af fly har man i højere eller mindre grad indbygget en jagerbomberkapacitet i moderne kampfly (f.eks. F-16 Fighting Falcon). Endelig er der også jagerbombere, der fra starten af er designet som fuldblodsjagerbombere (f.eks. Iljusjin Il-2 Sjturmovik).
Faren for antiluftskytset gør at jagerbombere udstyres med pansring af de vitale dele; besætning og motor. I 1. verdenskrig var flyene generelt fremstillet af et træskelet dækket af sejldug. Den tyske Junkers J.I var derimod fremstillet af metalplader og blev brugt til at beskyde skyttegrave med. Da soldaterne havde en tendens til at skyde igen, klarede Junkers J.I sig bedre end de andre fly.
Jagerbombere kan indsættes i nøje planlagte bombetogter (f.eks. bombningen af Osirak-reaktoren i Bagdad, 1981), jagerbombere kan også kredse rundt over slagmarken, for at kunne blive tilkaldt som Close air support. Dette kræver Forward air controllers på jorden. En tredje indsættelsesmetode er Interdiction strike hvor jagerbomberne overflyver fjendens bagland, på jagt efter fjendens forsyningskolonner, broer, jernbaner og reservetropper. Måludpegningen kan ved den sidste metode overlades til særligt udrustede fly (f.eks. EKA-3 Skywarrior og Blackburn Buccaneer).    

## Eksempler på jagerbombere

### Andenverdenskrig
- Iljusjin Il-2 Sjturmovik
- Hawker Typhoon
- Bristol Beaufighter
- Junkers Ju 87 Stuka
- Henschel Hs 129 Panzerknacker
- P-47 Thunderbolt

### Den kolde krig og moderne tid
- F-84 Thunderjet
- F-100 Super Sabre
- F-105 Thunderchief
- F-15E Strike Eagle
- Sukhoj Su-7 Fitter A
- Sukhoj Su-24 Fencer
- Sukhoj Su-25 Frogfoot
- A-4 Skyhawk
- A-6 Intruder
- A-7 Corsair II
- A-10 Thunderbolt II
- Hawker Harrier
- Dassault Mirage F1
- Panavia Tornado IDS
- SEPECAT Jaguar